# 城巴50線
城巴50線是香港一條新界巴士路線，由城巴有限公司營辦，於2022年7月18日投入服務，來往屯門（菁田及和田）及尖沙咀（九龍站），途經兆康苑、紅橋、屯門公路、美孚、西九龍走廊、旺角、油麻地及尖沙咀，全程收費為$17.0，獲冠名為「屯門線」。
50線設有兩條特別服務路線50R及N50：前者由香港體育館單向開往屯門（菁田及和田），於屯門區的走線和停站安排與50線相同，只於香港體育館大型表演節目結束後提供服務；後者乃50線的深宵版本，起訖點與之相同，走線及停站安排亦與50線相若，惟來回方向在屯門市中心設有分站，只於每天深宵及清晨提供單向服務。

## 歷史
運輸署在《2019－2020年度屯門區巴士路線計劃》中，建議開辦一條新巴士服務，於星期一至五（公眾假期除外）上午繁忙時間由屯門第54區單向開往九龍站，途經兆康苑、屯門公路、西九龍走廊、旺角、油麻地、尖沙咀，以配合屯門第54區的人口發展，並決定以招標形式挑選合適的巴士公司營辦此線。
2021年8月，運輸署宣佈把此路線的專營權批予城巴，當中此線編號定為50，並增設了星期一至五（公眾假期除外）下午往屯門方向之回程服務。隨着位於屯門54區的和田邨及菁田邨於2022年7月陸續入伙，此線在同月17日正式投入服務。由於此線原定位於屯門區之起訖點欣寶路公共運輸交匯處受道路工程影響而需臨時停用，此線開辦初期需改以欣寶路近塘亨路為臨時起訖點，直至同年10月13日。城巴營運總裁李卓豪表示，新路線能為屯門居民提供直接及特快的巴士服務，隨着區內愈來愈多屋苑入伙，有信心於同年年末前將此線提升為全日服務。同年9月26日起，此路線增加班次至來回程各四班，菁田邨開出時間為07:15、07:35、07:55及08:25，九龍站開出時間為18:00、18:20、18:40及19:10。2023年8月6日起，50R線首次提供服務，於香港體育館大型表演節目結束後提供單向開往屯門（菁田及和田）之服務。
城巴及運輸署於《2023-2024年度巴士路線計劃》內，建議50線延長星期一至五服務時間並增設星期六、日及公眾假期服務，星期一至五由菁田邨開出之班次服務時間為06:00－10:45，星期六、日及公眾假期由菁田邨開出之班次服務時間為07:00－14:00；星期一至五由九龍站開出之班次服務時間為16:00－23:15，星期六、日及公眾假期由九龍站開出之班次服務時間為14:00－00:00；同時增設深宵班次路線N50，兩端總站與50線相同，惟來回程於屯門市中心設有分站，每日凌晨兩邊總站各開出兩班車。建議獲得落實後，50線先於2023年11月5日起按計劃延長星期一至五服務時間並增設星期六、日及公眾假期服務，N50線亦於同年12月18日起投入服務。2024年初，城巴挑選50線為15條「主幹線」之一，命名為「屯門線」。
然而，50和N50線自投入服務以來只有往屯門方向途經美孚，城巴及運輸署因此於《2024－2025年度巴士路線計劃》內，建議50和N50線往九龍站方向加停美孚，與回程方向看齊。相關建議獲通過後，於2024年7月28日起實施，並同時延長50線來回方向服務時間，每日由屯門開出之班次服務時間為06:00至17:00，由九龍站開出之班次服務時間為12:00至00:00。

## 服務時間及班次
50線往九龍站方向於每日上午至下午提供服務；往屯門（菁田及和田）方向則於每日下午至晚間提供服務，列表如下：
| 屯門（菁田及和田）開 | 屯門（菁田及和田）開 | 屯門（菁田及和田）開 | 尖沙咀（九龍站）開   | 尖沙咀（九龍站）開 | 尖沙咀（九龍站）開 |
| 日期                 | 服務時間             | 班次（分鐘）         | 日期                 | 服務時間           | 班次（分鐘）       |
| -------------------- | -------------------- | -------------------- | -------------------- | ------------------ | ------------------ |
| 星期一至五           | 06:00－07:00         | 30                   | 星期一至五           | 12:00－18:00       | 30                 |
| 星期一至五           | 07:00－07:40         | 20                   | 星期一至五           | 18:00－19:00       | 20                 |
| 星期一至五           | 07:40－09:45         | 25                   | 星期一至五           | 19:00－00:00       | 30                 |
| 星期一至五           | 09:45－15:45         | 30                   |                      |                    |                    |
| 星期一至五           | 15:45－17:00         | 25                   |                      |                    |                    |
| 星期六、日及公眾假期 | 07:00－09:00         | 30                   | 星期六、日及公眾假期 | 12:00－16:00       | 30                 |
| 星期六、日及公眾假期 | 09:00－13:00         | 20                   | 星期六、日及公眾假期 | 16:00－00:00       | 20                 |
| 星期六、日及公眾假期 | 13:00－17:00         | 30                   |                      |                    |                    |

50R線只於香港體育館大型表演節目結束後提供服務，城巴會於活動舉行前發出新聞稿及乘客通告，詳述該路線服務日期，並在大型表演節目結束約15分鐘後開出，班次會視乎需求而作出調整。
N50線每個方向於每天深宵及清晨在固定時間開出兩班常規班次，列表如下：
| 尖沙咀（九龍站）開 | 屯門（菁田及和田）開 |
| ------------------ | -------------------- |
| 01:15              | 04:35                |
| 01:45              | 05:05                |

## 收費
50線全程收費為$17.7，50R線全程收費為$27.2，N50線全程收費為$32.4，三線均設12歲以下小童及65歲或以上長者半價優惠。60歲－64歲香港居民、65歲或以上長者與合資格殘疾人士如以指定八達通繳付此線的車資，可享有長者及合資格殘疾人士公共交通票價優惠計劃提供的$2票價優惠。乘客登車時需以現金或八達通卡繳付車資，不設找贖；而每位成人乘客可免費帶同最多兩名四歲以下而且不佔座位的兒童乘車。此外，乘客亦可使用指定電子支付工具繳付車資，使用此支付方式的乘客可享有與其他城巴獨營路線或聯營線城巴班次之轉乘優惠，惟不適用於與非城巴路線之轉乘優惠，乘客亦不能享有「公共交通費用補貼計劃」及「長者及合資格殘疾人士公共交通票價優惠計劃」。
50線沿途單向分段收費如下：
| 上車地點＼落車地點 | 尖沙咀（九龍站） | 屯門（菁田及和田） |
| ------------------ | ---------------- | ------------------ |
| 美孚起             | $7.5             | 不適用             |
| 旺角維景酒店起     | $6.6             |                    |
| 屯門公路巴士轉乘站 | 不適用           | $10.8              |
| 新墟街市起         | $5.6             |                    |
| 菁田邨起           | $5.0             |                    |

N50線沿途單向分段收費如下：
| 上車地點＼落車地點 | 屯門（菁田及和田） | 尖沙咀（九龍站） |
| ------------------ | ------------------ | ---------------- |
| 屯門公路巴士轉乘站 | $14.6              | 不適用           |
| 屯門市廣場起       | $9.1               |                  |
| 菁田邨起           | $8.1               |                  |
| 美孚起             | 不適用             | $12.2            |
| 旺角維景酒店起     | $10.8              |                  |

## 行車路線

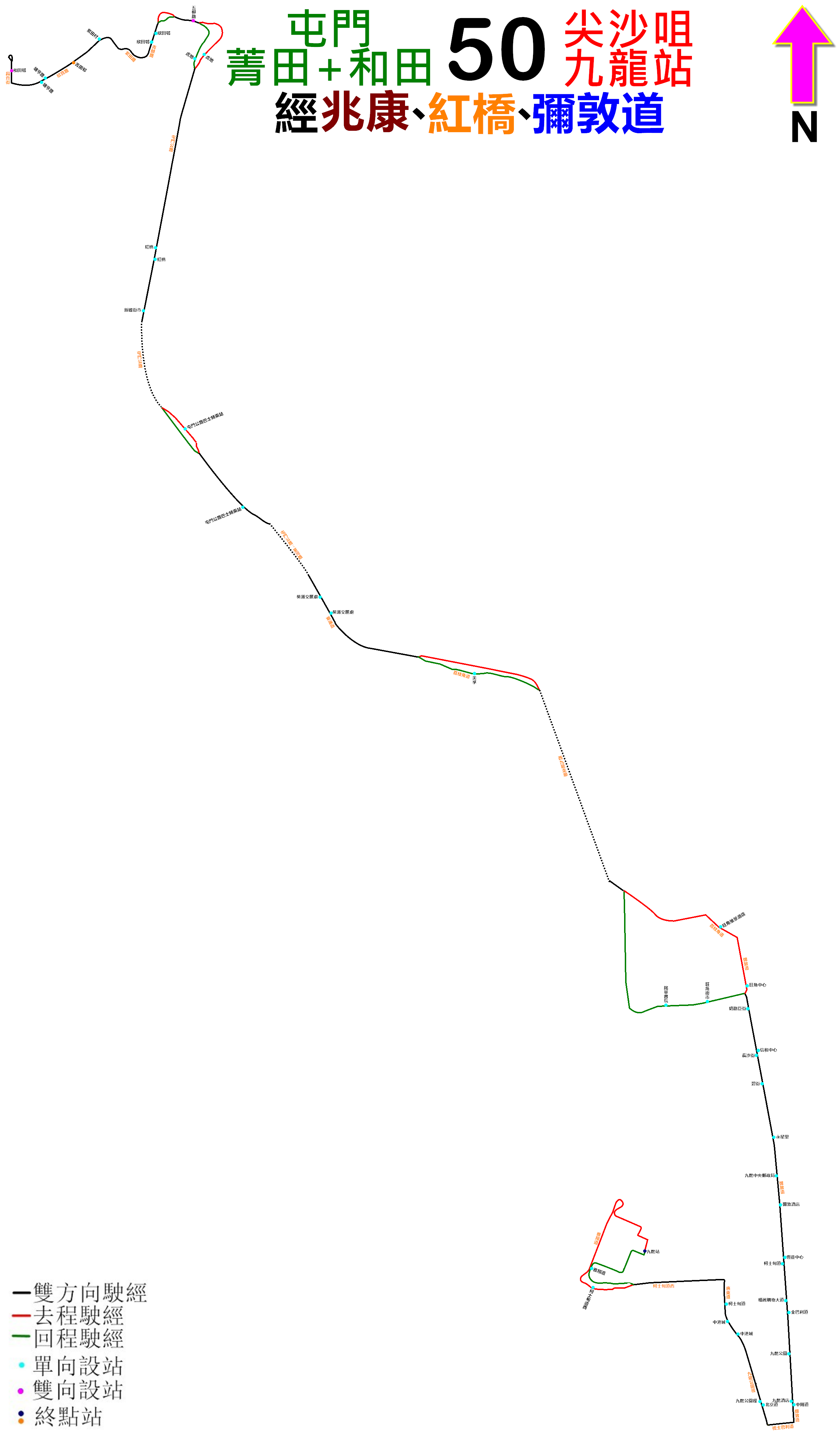
50線的走線圖

50線由屯門（菁田及和田）開出之班次途經欣寶路（西行）、興貴街（北行）、迴旋處、興貴街（南行）、欣寶路（東行）、紫田路、青麟路、藍地交匯處、屯門公路、荃灣路、葵涌道、長沙灣道、蝴蝶谷道、荔枝角道、西九龍走廊、太子道西、荔枝角道、彌敦道、梳士巴利道、九龍公園徑、廣東道、柯士甸道西、雅翔道、迴旋處、雅翔道及車站環迴路北前往尖沙咀（九龍站）；由尖沙咀（九龍站）開出之班次途經車站環迴路、雅翔道、柯士甸道西、廣東道、梳士巴利道、九龍公園徑、彌敦道、亞皆老街、櫻桃街、西九龍走廊西、西九龍走廊、荔枝角道、葵涌道、荃灣路、屯門公路、藍地交匯處、青麟路、紫田路、欣寶路（西行）、欣寶路公共運輸交匯處、欣寶路（西行）、興貴街（北行）、迴旋處、興貴街（南行）及欣寶路（東行）前往屯門（菁田及和田），具體停站請參考資訊框。
50R線所有班次皆由香港體育館開出，途經暢運道、柯士甸道、廣東道、佐敦道、連翔道、西九龍公路、青葵公路、長青隧道、長青公路、青衣西北交匯處、青朗公路、屯門公路、藍地交匯處、青麟路、紫田路、欣寶路（西行）、欣寶路公共運輸交匯處、欣寶路（西行）、興貴街（北行）、迴旋處、興貴街（南行）及欣寶路（東行）前往屯門（菁田及和田），具體停站請參考資訊框。
N50線由尖沙咀（九龍站）開出之班次途經車站環迴路、雅翔道、柯士甸道西、廣東道、梳士巴利道、九龍公園徑、彌敦道、亞皆老街、櫻桃街、西九龍走廊西、西九龍走廊、荔枝角道、葵涌道、荃灣路、屯門公路、屯喜路、屯門公路、藍地交匯處、青麟路、紫田路、欣寶路（西行）、欣寶路公共運輸交匯處、欣寶路（西行）、興貴街（北行）、迴旋處、興貴街（南行）及欣寶路（東行）前往屯門（菁田及和田）；由屯門（菁田及和田）開出之班次途經欣寶路（西行）、興貴街（北行）、迴旋處、興貴街（南行）、欣寶路（東行）、紫田路、青麟路、藍地交匯處、屯門公路、屯發路、屯門公路、荃灣路、葵涌道、長沙灣道、蝴蝶谷道、荔枝角道、西九龍走廊、太子道西、荔枝角道、彌敦道、梳士巴利道、九龍公園徑、廣東道、柯士甸道西、雅翔道、迴旋處、雅翔道及車站環迴路北前往尖沙咀（九龍站），具體停站請參考資訊框。

## 使用狀況
2022年12月，運輸署在屯門區議會交通及運輸委員會會議中表示50線早上載客量約為10%。而在《2024－2025年度巴士路線計劃》中，50線最繁忙一小時內的載客率為32%，N50線最繁忙一小時內的載客率則為5%。